# Neophlepsius disonymos
Neophlepsius disonymos är en insektsart som beskrevs av Rauno E. Linnavuori 1959. Neophlepsius disonymos ingår i släktet Neophlepsius och familjen dvärgstritar. Inga underarter finns listade i Catalogue of Life.